# Ian Haugland
Jan-Håkan Haugland, detto Ian (Nordreisa, 13 agosto 1964), è un batterista norvegese.
È il batterista degli Europe.

## Biografia
Quando aveva soli 8 mesi, lui e la sua famiglia si spostarono a Märsta, Svezia. Entrò negli Europe nell'estate del 1984, sostituendo Tony Reno. Precedentemente Haugland suonò in numerose band, tra i quali i Trilogy, dove il bassista dei Candlemass Leif Edling cantò, e nella band di Yngwie Malmsteen.
Dopo che gli Europe si sciolsero, nel 1992, Haugland registrò diversi album e partecipò a diversi tour con band quali Brazen Abbot, Clockwise, Last Autumn's Dream, il suo collega degli Europe, John Norum, e l'ex cantante dei Deep Purple e dei Black Sabbath, Glenn Hughes.
Nel 1998 Haugland registrò una cover della canzone dei Black Sabbath, Changes, per l'album tributo a Ozzy Osbourne. Quando non era né in tour né in studio, lavorò anche come ospite nel canale radio 106.7 Rockklassiker a Stoccolma.
Haugland attualmente è sposato con Marie Haugland da ottobre 2017. Viveva a Sigtuna, Svezia, con sua ormai ex moglie Marita e i loro due figli, Jannie e Linnéa. Un terzo figlio, Simon, è deceduto nel 2017.

## Discografia

### Con gli Europe
- 1986 - The Final Countdown
- 1988 - Out of This World
- 1991 - Prisoners in Paradise
- 2004 - Start from the Dark
- 2006 - Secret Society
- 2009 - Last Look at Eden
- 2012 -  Bag of Bones
- 2015 -  War of Kings
- 2017 -  Walk of Earth

### Tone Norum
- 1986 - One of a Kind

### Baltimoore
- 1992 - Thought for Food
- 2001 - The Best of Baltimoore

### Niva
- 1994 - No Capitulation

### Glenn Hughes
- 1994 - From Now On...
- 1994 - Burning Japan Live

### Trilogy
- 1994 - Lust Provider

### R.A.W.
- 1995 - First
- 1997 - Now We´re Cookin

### Peter Jezewski
- 1996 - Swedish Gold

### Brazen Abbot
- 1996 - Live and Learn
- 1997 - Eye of the Storm
- 1998 - Bad Religion
- 2003 - Guilty as Sin

### Clockwise
- 1997 - Nostalgia
- 1998 - Naïve

### Brains Beat Beauty
- 1998 - First Came Moses, Now This...

### Thore Skogman
- 1998 - Än Är Det Drag

### Candlemass
- 1998 - Dactylis Glomerata

### Totte Wallin
- 1998 - M M M Blues (och lite country)

### Nikolo Kocev
- 2001 - Nikolo Kotzev's Nostradamus

### Sha-Boom
- 2002 - FIIIRE!! - The Best of Sha-Boom

### Last Autumn's Dream
- 2003 - Last Autumn's Dream

### Altro
- 1998 - Ozzy Osbourne Tribute - Ozzified